# Matthias Bornefeldt

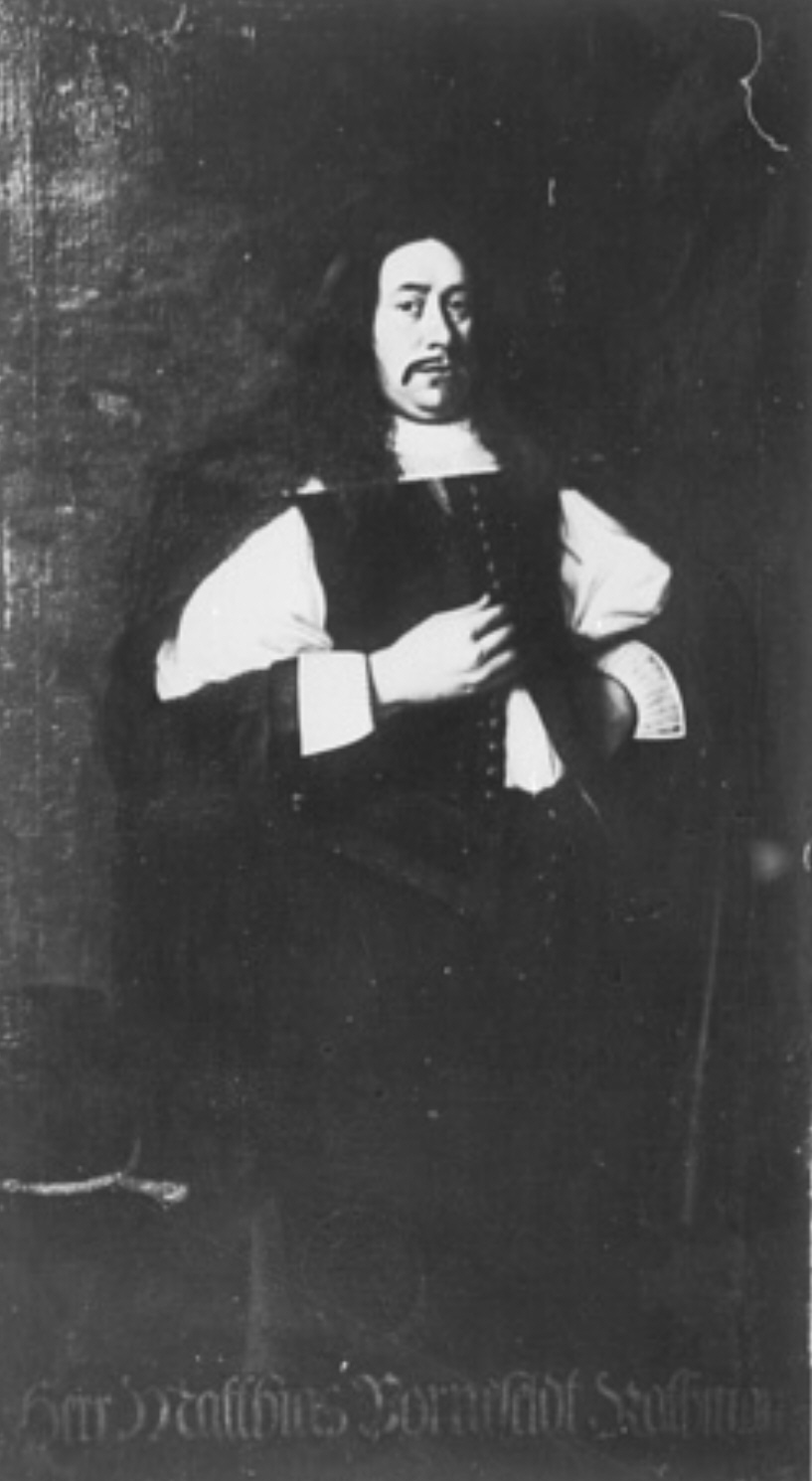
Porträt Matthias Bornefeldt im Haus der Kaufmannschaft (Lübeck)

Matthias Bornefeldt (* 6. September 1616 in Lübeck; † 30. August 1669 ebenda) war ein Lübecker Kaufmann und Ratsherr.
Bornefeldt wurde 1659 in den Rat der Hansestadt Lübeck erwählt. Er war einer der Mitunterzeichner des Bürgerrezesses des Jahres 1669, der letzten Verfassungsänderung in Lübeck vor 1848. Bornefeldt war mit einer Tochter des Lübecker Ratsherrn Paul Wibbeking verheiratet. Eine Tochter heiratete den holsteinischen und dänischen Staatsmann Johann Hugo von Lente.